# Al-Raed
Al-Raed (arabă نادي الرائد) este un club arab de fotbal din Buraidah, Provincia Al-Qassim, Arabia Saudită.

## Despre echipă
Echipa Al Raed, fondată în anul 1954, în prezent este antrenată de Marius Șumudică, antrenor român, care în trecut a antrenat echipa Al-Shabab, din aceeași ligă.